# بومعيز
بومعيز قرية مغربية بإقليم سيدي سليمان الساحلي، شمالي الرباط. تضم بلدة بومعيز 20.419 نسمة (إحصاء 2004).